# Psiche abbandonata (David)
Psiche abbandonata (Psyché abandonnée) è un dipinto del 1795 circa del pittore francese Jacques-Louis David, attualmente conservato in una collezione privata. Ritrae Psiche come un nudo femminile accovacciato davanti a un cielo blu, con una collina sullo sfondo. Ella guarda lo spettatore con un'espressione di perdita, di dolore e di tradimento. Si pensa che sia stato dipinto durante l'imprigionamento di David durante la rivoluzione francese, e si daterebbe tra il 1794 e il 1795. Di formato verticale, si allontana dalle convenzioni accademiche per rappresentare il nudo femminile.
Per molto tempo l'opera era nota solo tramite le annotazioni di David nelle liste dei propri dipinti, dove era descritto come uno "studio dipinto di Psiche" e come un pendant della Vestale. Per molto tempo ritenuta perduta, fu riscoperta nel 1911 ed esposta alla mostra del Louvre L’Antiquité rêvée nel 2010.

## Storia
Si ritiene che la Psiche abbandonata sia stata dipinta dopo l'arresto di David nel 1794. Dopo la morte di Robespierre, David venne imprigionato assieme ai suoi compagni giacobini. Come gli altri dipinti realizzati durante la sua prigionia, si pensa che la Psiche abbandonata sia incompiuta. L'opera è molto meno nota delle altre opere dipinte da David durante questo periodo: l'Autoritratto e Le Sabine. Si pensa che David abbia dipinto la Psiche abbandonata nell'Hôtel du Luxembourg: egli vi era stato trasferito dall'Hôtel des Fermes nel settembre del 1794. Questo trasferimento significava che non c'era alcuna possibilità per un rilascio anticipato e David venne anche isolato dal mondo esterno (in precedenza le visite degli amici, della famiglia e degli studenti erano state concesse all'Hôtel des Fermes). Il trasferimento all'isolamento fu descritto come "un abbandono" da David in una lettera a un ex-compagno di prigione. La Psiche abbandonata doveva segnare il ritorno di David al Salone dopo il suo rilascio dal carcere nel 1795. Invece, scelse di presentare Emilie Sériziat, Pierre Sériziat, e una Vista dei giardini del Lussemburgo.

## Descrizione
Il mito di Psiche era stato reso popolare in Francia nel Seicento tramite la versione della storia di La Fontaine. Nel mito, Psiche non poteva guardare direttamente il suo amante Amore, pertanto poteva incontrarlo solo al buio. Avendolo intravisto con l'ausilio di una lampada, Amore l'abbandona, portandosi con sé il suo palazzo, i suoi beni e i suoi servitori. La scultura di marmo Psiche abbandonata di Pajou è ritenuta un antecedente importante per il dipinto davidiano. Si pensa che David si sia ispirato a Pajou nell'esprimere le proprie sofferenze attraverso la figura di Psiche. Nel dipinto, ella è stata appena abbandonata dal suo amante Amore e siede sconvolta, nuda e impotente.

## Stile
Degli studiosi hanno paragonato l'espressione sconvolta di Psiche con gli stessi sentimenti di abbandono di David. Si pensa che David avesse sperimentato un disagio mentale notevole come conseguenza del suo arresto e della sua reputazione pubblica in declino. David espresse questi sentimenti di abbandono in una lettera al suo ex-compagno di cella M. de Mainbourg.
Gli studiosi hanno inoltre osservato una mancanza di sessualità nella raffigurazione di Psiche. La sua espressione e la sua posa trasmettono più un senso di disperazione che un senso di perdita, con il corpo accovacciato, le braccia che coprono il petto e nessun segno di sensualità eccetto per la mancanza dei vestiti. La storica dell'arte Ewa Lajer-Burcharth ha ipotizzato che l'indeterminatezza sessuale di Psiche si ricolleghi alla crisi d'identità dello stesso David durante la sua prigionia, quando il suo senso di stoicismo mascolino iniziò ad erodersi.